# Yong'an
För andra betydelser, se Yong'an (olika betydelser).
Yong'an är en stad på häradsnivå som inom Sanmings stad på prefekturnivå i provinsen Fujian i sydöstra Kina. Den ligger omkring 200 kilometer väster om provinshuvudstaden Fuzhou.

## Administrativ indelning
Yong'an är indelat i fyra stadsdelsdistrikt, åttaköpingar och tre socknar (varav en etnisk minoritetssocken).
Stadsdelsdistrikt (jiedao):

- Yanbei (燕北街道)
- Yandong (燕东街道)
- Yannan (燕南街道)
- Yanxi (燕西街道)

Köpingar (zhen):

- Ansha (安砂镇)
- Caoyuan (曹远镇)
- Dahu (大湖镇)
- Gongchuan (贡川镇)
- Hongtian (洪田镇)
- Huainan (槐南镇)
- Xiaotao (小陶镇)
- Xiyang (西洋镇)

Socknar (xiang):

- Luofang (罗坊乡)
- Shangping (上坪乡)

Etnisk minoritetssocken (zu xiang) för shefolket:
- Qingshui, Fujian Qingshui Shezu Xiang (青水畲族乡)